# Notopleura guadalupensis
Notopleura guadalupensis är en måreväxtart som först beskrevs av Dc., och fick sitt nu gällande namn av Charlotte M. Taylor. Notopleura guadalupensis ingår i släktet Notopleura och familjen måreväxter.

## Underarter
Arten delas in i följande underarter:
- N. g. grosourdieana
- N. g. guadalupensis
- N. g. tetrapyrena
- N. g. venezuelica